# Ormyrus flavitibialis
Ormyrus flavitibialis är en stekelart som beskrevs av Keizo Yasumatsu och Kamijo 1979. Ormyrus flavitibialis ingår i släktet Ormyrus och familjen kägelglanssteklar. Inga underarter finns listade i Catalogue of Life.